# Мэкхлонг
Мэкхло́нг или Мэклонг (Мекло́нг; тайск. แม่กลอง) — река на западе Таиланда. Река начинается в месте слияния рек Кхвэяй (слева) и Кхуэной (справа) у города Канчанабури, протекает по провинциям Канчанабури и Ратбури и впадает в Сиамский залив в районе города Самутсонгкхрам.
Длина реки — 132 км. Площадь водосборного бассейна — 30800 км². Средний расход воды — 273 м³/с.
Площадь бассейна реки составляет 30837 км², её бассейн является третьим по площади в Таиланде и крупнейшим на западе страны. Среднегодовая норма осадков в бассейне составляет 1146,5 мм.